# Raymond Guérin
Pour les articles homonymes, voir Guérin.
Œuvres principales
- L'Apprenti (1946)

Raymond Guérin, né à Paris le 2 août 1905 et mort à Bordeaux le 12 septembre 1955, est un écrivain français.
Son travail littéraire est divisé en « Mythes », « Fictions » et « Confessions ». Son projet essentiel, la composition de l'Ébauche d'une mythologie de la réalité, composée de L'Apprenti, Parmi tant d'autres feux et Les Poulpes, devait comporter à l'origine cinq volets, avec un personnage central, Monsieur Hermès, devenu « Le grand Dab » dans le dernier roman, double de l'écrivain. Chaque ouvrage épouse une stylistique relative au propos.

## Biographie
Fils du gérant de la Taverne Duménil, dans le quartier du Montparnasse à Paris, il fait d'abord des stages dans plusieurs grands palaces, où il trouve la matière de son roman L'Apprenti, puis devient agent d'assurance à Bordeaux. Il y fonde La Revue libre.
Marié en 1928, il divorce en 1933.
Il entame sa carrière d'écrivain avec la publication, en 1936, aux éditions Gallimard, de Zobain, un roman épistolaire, entre confidence et fiction sur la faillite de son mariage. Quand vient la fin, le récit de la vie et de l'agonie de son père, paraît en 1941. Il est remarqué et soutenu par Albert Camus, Jean Grenier ou encore Jean Paulhan. En 1943, Camus lui écrit une lettre dans laquelle il évoque « la psychologie du scalpel » présente dans ses romans qui le rapprocherait de Stendhal. 
Mobilisé en 1940, Raymond Guérin est aussitôt fait prisonnier et reste en captivité jusqu'en 1944 en Allemagne, où il peut toutefois continuer à écrire. Cette captivité en Allemagne est déterminante dans l'évolution de son œuvre.
Dans ses Lettres à Sonia, Guérin décrit à sa fiancée Sonia Benjacob, dentiste à Mérignac, qu’il épousera en 1944, « les conditions de sa liberté intérieure, qui passe par la lecture et l’écriture. Ses lettres recensent les colis qu’il souhaite recevoir : biens de ravitaillement, pour éviter de dépérir sous la diète austère de ses geôliers, mais aussi livres et journaux, choisis avec une boulimie jamais défaillante et une connaissance de l’actualité littéraire quasi miraculeuse dans les circonstances. »
Après son retour en France, il reprend son activité d'agent d'assurances qui le fait vivre. Dans ses romans apparaît son double littéraire M. Hermès que l'on retrouve dans plusieurs romans.
Dans La Confession de Diogène (1947), un autoportrait où, déplorant les illusions modernes, il déclare vouloir se retirer du monde pour n'être que l'« humble serviteur de la condition humaine ». En effet, l'échec commercial de ses romans le conduit à s'isoler de plus en plus.
En mars 1950, il passe trois semaines chez Curzio Malaparte dans sa villa Come me, à Capri, et en fait le récit dans Du côté de chez Malaparte.
En 1953, deux ans avant sa mort, paraît Les Poulpes, le plus désespéré de tous ses romans, rendant compte de ses trois années de captivité dans plusieurs stalags. 
Il meurt d'une pleurésie, à Bordeaux, le 12 septembre 1955.
Retour de barbarie, un document exceptionnel sur le Paris des belles-lettres pendant l'Occupation, et Lettres à Déjanire écrit à 26 ans, qui rend compte de l'écrivain et de l'homme en devenir lors d'une croisière en Méditerranée, sont publiés après sa mort. Le journal de la maladie qui l'a emporté est publié, en 1982, sous le titre Le Pus de la plaie.

## Hommage
À Bordeaux, au n° 31 de la place des Martyrs de la Résistance, anciennement 31 allées Damour, une plaque commémorative a été posée sur l'immeuble dans lequel il vécut de 1948 jusqu'à sa mort en 1955.

## Œuvres
- Zobain, Gallimard, 1936 ; rééd. Finitude, 2015
- Quand vient la fin. Après la fin, Gallimard, 1941 ; rééd. coll. « L'imaginaire »
- L'Apprenti, Gallimard, 1946 ; rééd. coll. « L'imaginaire »
- La Confession de Diogène, Gallimard, 1947 ; rééd. Le Passeur, 1999
- La Main passe ou si les mots sont usés, éd. du Scorpion, 1947 ; rééd. La Bartavelle, 1997
- Un romancier dit son mot, Corrêa, 1948 ; rééd. La Bartavelle, 1997
- La Peau dure, Éd. des artistes, 1948[6] ; rééd. La Bartavelle, 1997 ; rééd. Finitude, 2017
- Parmi tant d'autres feux…, Gallimard, 1949 ; rééd. coll. « L'imaginaire »
- Fragment testamentaire, éditions d'Art Vulc, 1950
- Du côté de chez Malaparte, La Boite à clous, 1950 ; rééd. Finitude, 2009
- Empédocle, Gallimard, 1950
- La Tête vide, Gallimard, 1952 ; rééd. coll. « L'imaginaire »
- Les Poulpes, Gallimard, 1953 ; rééd. Le Tout sur le Tout, 1983
- Le Pus de la plaie : journal de maladie, Le Tout sur le Tout, 1982
- Le Temps de la sottise, Le Dilettante, 1988
- Humeurs, Le Dilettante, 1996
- Correspondance avec Henri Calet : 1938-1955, édition de Jean-Pierre Baril, Le Dilettante, 2005
- Lettres à Sonia : 1939-1943, Gallimard, 2005
- Retour de Barbarie, préfacé par Jean-Paul Kaufmann, Finitude, 2005
- Lettres à Déjanire, édition de Bruno Curatolo, éditions de la Nerthe, 2006
- Représailles : 1944, Finitude, 2006
- Chroniques d'une année, édition de Philippe Blanchon, éditions de la Nerthe, 2015

### Source
- Notice biographique du roman Quand vient la fin, Gallimard